# Lester Bird
Lester Bryant Bird (New York, 21 febbraio 1938 – Hodges Bay, 9 agosto 2021) è stato un politico antiguo-barbudano.
È stato il secondo Primo ministro della storia di Antigua e Barbuda, in carica dal marzo 1994 al marzo 2004. Inoltre è stato capo del partito ALP (Antigua Labour Party). Nel ruolo di primo ministro è succeduto a suo padre Vere Bird, in carica dal 1981 al 1994.